# John Browning
Pour les articles homonymes, voir John Browning (pianiste) et Browning.
 (janvier 2020).
Si vous disposez d'ouvrages ou d'articles de référence ou si vous connaissez des sites web de qualité traitant du thème abordé ici, merci de compléter l'article en donnant les références utiles à sa vérifiabilité et en les liant à la section « Notes et références ».
John Moses Browning, né le 21 janvier 1855 à Ogden (Utah, États-Unis) et mort le 26 novembre 1926 à Liège (Belgique), est un concepteur d'armes à feu américain, qui développa de nombreux types d'armes, munitions et mécanismes.
Il est une des figures les plus importantes du développement des armes automatiques et semi-automatiques modernes. Ses plus grands succès incluent le Colt M1911, la Browning M2, le Browning GP, le Browning BAR M1918 ainsi que le Browning Auto-5. Ces armes sont encore de nos jours parmi les modèles les plus copiés, certaines sont encore utilisées par diverses armées.

## Biographie
Browning, était membre de l'Église de Jésus-Christ des saints des derniers jours (plus connus sous le nom de mormons) et servit en tant que missionnaire en Géorgie durant deux ans à partir du 28 mars 1887. Son père, Jonathan Browning, qui participa à l'exode massif de pionniers mormons depuis Nauvoo en Illinois vers l'Utah, ouvrit une armurerie à Ogden en 1852.
Il fabriqua sa première arme à feu à l'âge de 13 ans à l'armurerie de son père et déposa son premier brevet le 7 octobre 1879 à l'âge de 24 ans,. Avant cela, il avait déjà une armurerie à Nauvoo qui est aujourd'hui un musée accessible gratuitement au public.
John Moses commença par travailler à l'armurerie d'Ogden. Il y apprit les techniques de base et fut encouragé à développer ses idées. Il y conçut son premier fusil, une arme à un coup, et se lança dans sa production.
Plus tard, il attira l'attention de la Winchester Repeating Arms Company qui racheta les droits de fabrication de sa carabine modèle 1885, dont la production a été déplacée dans le Connecticut.
À partir de 1883, il travailla en partenariat avec Winchester et conçut des armes qui bientôt se vendirent à plusieurs millions d'exemplaires.

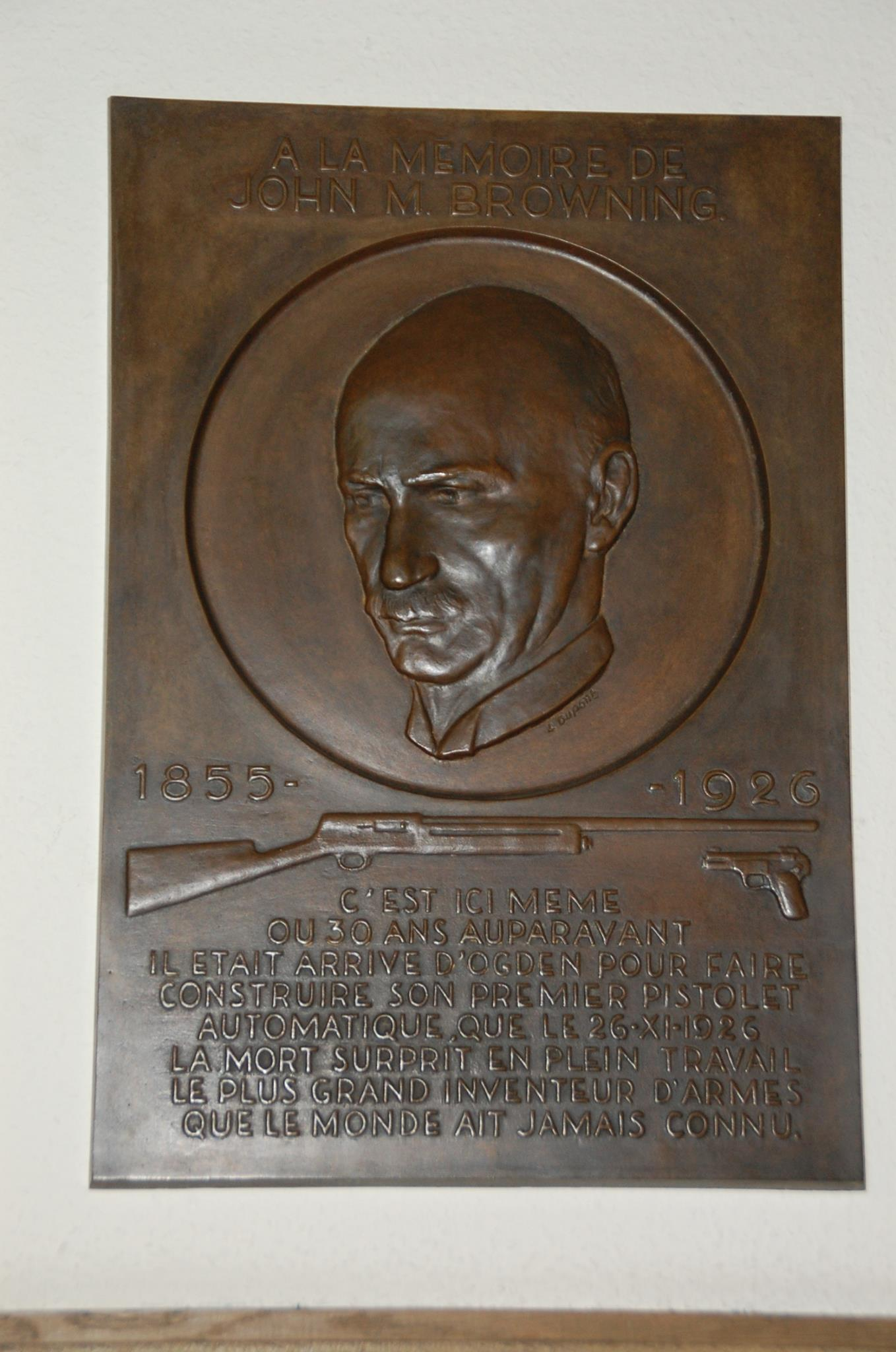

Il mourut d'un arrêt cardiaque le 26 novembre 1926 dans le bureau de son fils Val A. Browning, alors qu'il travaillait sur un nouveau pistolet pour la Fabrique nationale. Ce 9 mm fut achevé en 1935 par le Belge Dieudonné Saive et vendu par la FN sous le nom de GP35,.
Durant sa vie, Browning a conçu des armes tant pour son entreprise que pour Winchester, Colt, Remington, Savage ainsi que la FN. En 1927, la FN de Herstal racheta la Browning Arms Company.
Browning influença presque toutes les catégories d'armes à feu. Il inventa ou améliora des fusils à un coup, à levier et à pompe. Ses contributions les plus significatives furent dans le domaine des armes automatiques. Il conçut les premiers pistolets semi-automatiques qui étaient tant compacts que fiables en imaginant une culasse qui englobe le canon. Cette solution, appelée en anglais telescopic bolt, est aujourd'hui utilisée sur l'immense majorité des pistolets semi-automatiques modernes ainsi que sur certaines armes automatiques. Il fut le créateur de la première mitrailleuse fonctionnant par emprunt de gaz : la Colt-Browning Modèle 1895, un système tellement en avance sur son temps qu'il devint le nouveau standard pour les armes automatiques de fort calibre.

## Produits
Certaines inventions de Browning sont toujours produites, les plus notables sont :

### Armes à feu
- Mitrailleuse M1895 Colt-Browning
- FN Browning M1899/M1900
- Colt Model 1900
- Colt Model 1902
- Colt Model 1903 Pocket Hammer (.38 ACP)
- Colt Model 1903 Pocket Hammerless (.32 ACP)
- Colt Model 1905
- Remington Model 8 (1906)
- Colt Model 1908 Vest Pocket (.25 ACP)
- Colt Model 1908 Pocket Hammerless (.380 ACP)
- FN Model 1910
- U.S. M1911 (.45 ACP)
- Colt Woodsman
- Winchester Model 1885
- Winchester Model 1886
- Winchester Model 1887
- Winchester Model 1890
- Winchester Model 1892
- Winchester Model 1894
- Winchester Model 1895
- Winchester Model 1897
- Browning Auto-5
- Mitrailleuse U.S. M1917
- Mitrailleuse U.S. M1919
- U.S. M1918 Browning Automatic Rifle (BAR)
- Mitrailleuse M2 .50
- Remington Model 8
- Remington Model 24
- Browning Hi-Power (Grande Puissance ou GP)
- Ithaca Model 37

### Cartouches
Les munitions inventées par Browning sont pour certaines très populaires encore de nos jours.
- .25 ACP
- .32 ACP
- .38 ACP
- 9 mm Browning Long
- .380 ACP
- .45 ACP
- .50 BMG

## Principaux brevets
Son nom figure sur 128 brevets liés à l'armement.
- U.S. Patent 220,271 Winchester 1885
- U.S. Patent 306,577 Winchester 1886 et ses variantes
- U.S. Patent 336,287 Winchester M1887/M1901
- U.S. Patent 385,238  Winchester 1890
- U.S. Patent 441,390  Winchester 1893 et 1897
- U.S. Patent 465,339  Winchester 1892
- U.S. Patent 524,702  Winchester 1894
- U.S. Patent 544,657  Colt-Browning 1895/1914
- U.S. Patent 549,345  Winchester 1895
- U.S. Patent 580,924  Colt 1900
- U.S. Patent 659,507  FN/Browning Auto-5 & Remington M11
- U.S. Patent 659,786  Remington M8/81
- U.S. Patent 678,937   Browning 1917
- U.S. Patent 747,585  Colt 1903 Pocket Hammerless
- U.S. Patent 781,765  Stevens 520
- U.S. Patent 808,003  Colt M1905
- U.S. Patent 947,478  FN M1906 & Colt M1908 Vest Pocket
- U.S. Patent 984,519  Colt M1911
- U.S. Patent 1,065,341 Browning Semi-Auto .22
- U.S. Patent 1,143,170  Remington M17
- U.S. Patent 1,276,716  Colt Woodsman
- U.S. Patent 1,293,022  Browning BAR M1918
- U.S. Patent 1,424,553  FN « Trombone »
- U.S. Patent 1,578,638  Browning B25
- U.S. Patent 1,618,510  Browning GP
- U.S. Patent 1,628,226  Browning M2